# Spodoptera linea
Spodoptera linea är en fjärilsart som beskrevs av Fabricius 1794. Spodoptera linea ingår i släktet Spodoptera och familjen nattflyn. Inga underarter finns listade i Catalogue of Life.